# Parapodium costatum
Parapodium costatum är en oleanderväxtart som beskrevs av Ernst Meyer. Parapodium costatum ingår i släktet Parapodium och familjen oleanderväxter. Inga underarter finns listade i Catalogue of Life.